# Léon Girod
Léon Girod (1871-1919), missionnaire français de la Congrégation du Saint-Esprit, est le troisième vicaire apostolique de Loango, nommé en 1915.

## Biographie
Léon Girod est né le 16 août 1871 à Bonnefontaine dans le département du Jura. 
Après ses études secondaires au petit séminaire de Nozeroy, il entre au grand séminaire de Lons-le-Saunier puis accomplit une année de service militaire. En 1894, à Chevilly, il complète ses études théologiques et fait ensuite son noviciat à Orly. 
Il est ordonné prêtre le 30 novembre 1896 et fait profession le 15 août 1897. Il reçoit son obédience pour le vicariat apostolique de Libreville et s'embarqua à Marseille pour le Gabon, le 25 septembre de la même année. 
Il est affecté par Mgr Jean Martin Adam, à Sainte-Croix des Eshiras, mission récemment fondée, à l'ouest de Fernan-Vaz. Il passe son second séjour à Libreville, comme vicaire général de Mgr Adam. En 1911, il reprend la direction de la mission des Eshiras. Le père Léon Girod avait alors passé 18 ans comme missionnaire au Gabon.
Le 4 mars 1914, survient la mort inattendue de Mgr Dérouet. C'est là, que le 13 janvier 1915, une lettre vint lui annoncer sa nomination comme vicaire apostolique du Loango. Le sacre a lieu dans la cathédrale Sainte-Marie de Libreville par Mgr Louis Jean Martrou.
Il meurt prématurément le 13 décembre 1919 à la mission de Mayumba.